# Milan Pasierb
Milan Pasierb (* 5. ledna 1950) je bývalý slovenský fotbalový útočník.

## Fotbalová kariéra
V československé lize hrál za Tatran Prešov. Nastoupil ve 46 ligových utkáních a dal 8 ligových gólů.

## Ligová bilance
| Ročník                                   | Zápasy | Góly | Minuty | Klub          |
| ---------------------------------------- | ------ | ---- | ------ | ------------- |
| 1. československá fotbalová liga 1969/70 | 14     | 1    | 1018   | Tatran Prešov |
| 1. československá fotbalová liga 1970/71 | 20     | 4    | 1 526  | Tatran Prešov |
| 1. československá fotbalová liga 1971/72 | 8      | 3    | 477    | Tatran Prešov |
| 1. československá fotbalová liga 1972/73 | 4      | 0    | 53     | Tatran Prešov |
| CELKEM                                   | 46     | 8    | 3 074  |               |